# بابی بال (راننده مسابقه)
رابرت کِی بال (انگلیسی: Robert Kay Ball؛ زادهٔ ۲۶ اوت ۱۹۲۵ در فینیکس، آریزونا، درگذشتهٔ ۲۷ فوریهٔ ۱۹۵۴ در فینیکس، آریزونا) رانندهٔ مسابقات اتومبیل‌رانی فرمول یک اهل ایالات متحده آمریکا بود که از فصل ۱۹۵۱ تا ۱۹۵۲ در مجموع در دو گراند پری شرکت کرد.
بال در طول دوران فعالیت خود در فرمول یک ۲ امتیاز را به نام خود به‌ثبت رساند.
بال در ۲۷ فوریهٔ ۱۹۵۴ بر اثر رفتن به کما پس از تصادف، و بروز عفونت در بدن در ۱۴ ماه بعد در فینیکس، آریزونا درگذشت.